# 嵊州新昌站
嵊州新昌站是一座位于中华人民共和国浙江省绍兴市嵊州市三江街道（城南新区）以南，茶坊村以西的高铁站，由中国铁路上海局集团有限公司宁波车务段运营。距嵊州市区5公里、距新昌县城区10公里。嵊州新昌站为铁路枢纽站，杭台高速铁路和甬金铁路在此处垂直交叉。两条铁路共建一座综合场站，且两条铁路间无联络线。该站的轨道十字交叉式设计在浙江省为首次。
围绕此场站，建设有1.5平方公里的站前广场，主要设置铁路客运站、嵊新城乡公交中心、嵊州客运中心。
浙江省发改委批复的嵊州新昌站设计方案中，同意杭绍台铁路车场在下、甬金铁路车场在上的设计方案，杭绍台铁路和甬金铁路车场均设到发线6条（含正线2条）。结合杭绍台铁路车场位置及按零换乘原则，协调甬金铁路车场和站房设计方案。杭台高铁于2022年1月8日开通运营，甬金铁路于2023年12月31日开通运营。

## 历史
2010年3月，《长江三角洲地区城际铁路网规划图》编制完成，杭绍台温客专项目被列入规划铁路，铁路规划首次经过嵊州。
2016年12月23日上午，杭绍台铁路先行段在天台县白鹤镇小岙村举行开工仪式，隧道名九龙山隧道。
2016年12月29日上午，甬金铁路先行段在宁波市奉化区溪口镇塔下村举行开工仪式，隧道名千石岩隧道。
2017年6月8日-6月16日，中国铁路总公司鉴定中心在北京组织召开了宁波至金华铁路初步设计审查会。会议同意了绍兴市提出的甬金铁路嵊州站和杭绍台铁路嵊州新昌站并站设置、新昌站站房面积按3000平方米设计并将投资列入设计概算、南山湖预留办客条件，站台、雨棚和地道楼梯同主体工程同步建成的意见。
2017年12月28日上午，杭绍台铁路建设推进大会在浙江省嵊州市桥里村东茗隧道施工现场举行，杭绍台铁路嵊州新昌段开建。
2022年1月8日车站随杭台高铁一同开通。
2023年12月31日，甬金铁路开通运营，嵊州新昌站正式进入双铁路线运营时期。
2024年4月23日，运载着双层高集装箱的列车在甬金铁路嵊州新昌至东阳北实验区段通过了适应性试验。

## 车站结构

### 站房
车站为客运中间站，旅客最高聚集人数为1500人，为中型站房。本站站场为桥式高架站，站型为线侧下式站房。站房总建筑面积为10000平方米，下设进出站通道。
- 1号候车室（杭台高铁列车）
- 2号候车室（甬金铁路列车）
- 站房铜板浮雕《浙东唐诗之路》
- 出站大厅

### 站场
杭绍台场和甬金场规模均为2台6线。

## 交通换乘

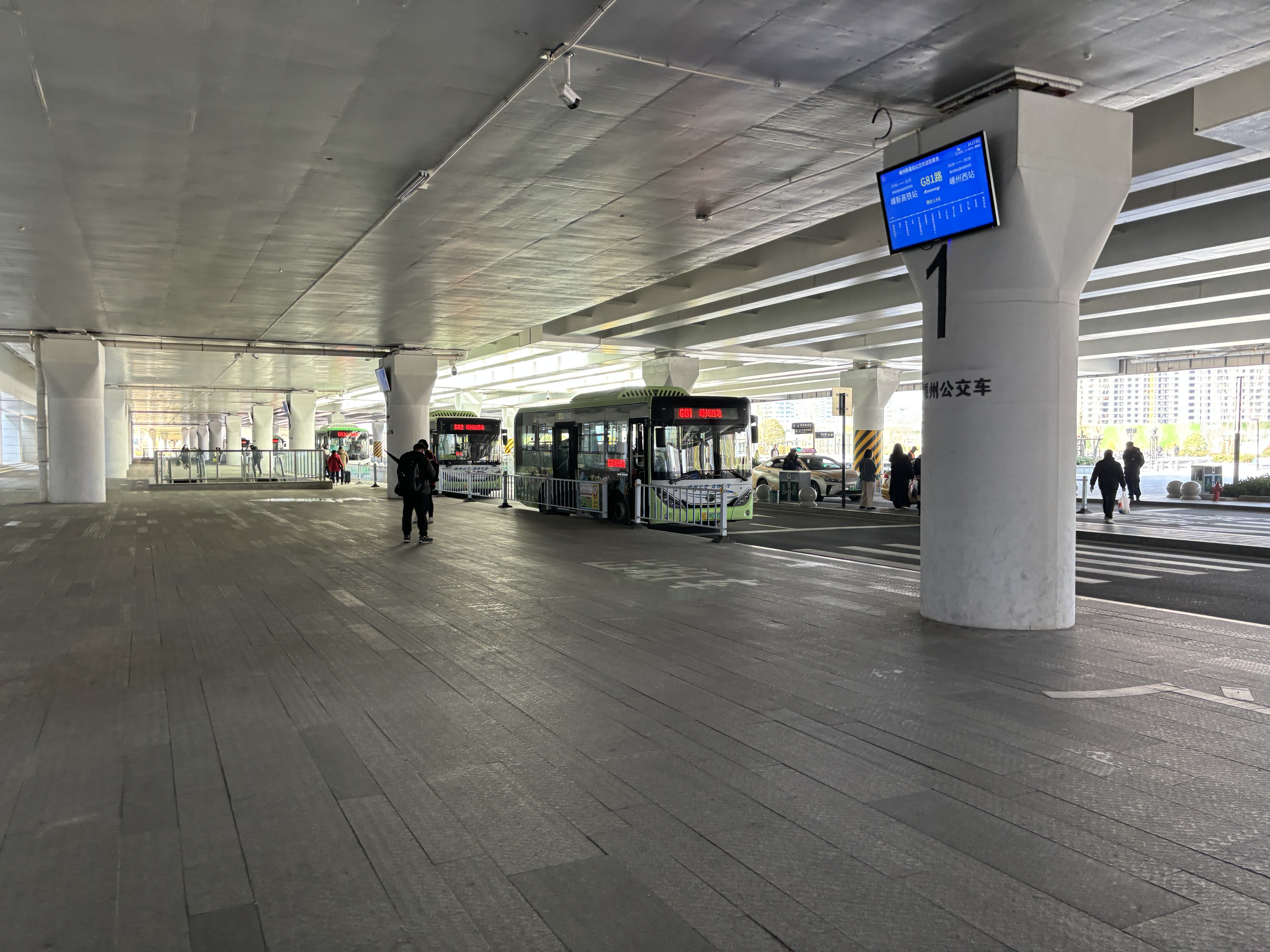
嵊州公交车站

截止2024年1月，嵊州、新昌共有13条公交线开往、途径嵊州新昌站。
| 线路名称               | 往返站点                          | 运营时间 | 票价    |
| ---------------------- | --------------------------------- | --- | ------- |
| 嵊州公交G81路          | 嵊新高铁站⇌西站                   | 嵊新高铁站方向 06:50-22:40 西站方向 07:10-21:20                                                               | 1.5元   |
| 嵊州公交G82路          | 嵊新高铁站⇌双塔                   | 嵊新高铁站方向 06:20-22:40 双塔方向 06:20-22:40                                                               | 1.5元   |
| 嵊州公交G83路          | 嵊新高铁站⇌客运中心               | 嵊新高铁站方向 06:20-20:16 客运中心方向 07:10-21:20                                                           | 1.5元   |
| 嵊州公交G83路浦口线    | 嵊新高铁站⇌浦口站                 | 嵊新高铁站方向 07:25、11:20、17:00 浦口方向 07:25、11:20、17:00                                               | 1.5元   |
| 嵊州公交G84B路         | 嵊新高铁站⇌浦口站                 | 嵊新高铁站方向 08:40、12:35、17:25 浦口方向 08:40、12:35、17:25                                               | 1.5元   |
| 新昌公交G3路           | 嵊州新昌站⇌大明市临时公交站       | 嵊州新昌站方向 05:50-20:10 大明市临时公交站方向 05:50-20:10                                                   | 2元     |
| 新昌公交G4路           | 嵊州新昌站⇌新昌客运东站           | 嵊州新昌站方向 05:40-19:10 新昌客运东站方向 05:40-19:10                                                       | 2元     |
| 新昌G16路              | 嵊州新昌站⇌未来社区如城公交站     | 嵊州新昌站方向 05:50-19:30 未来社区如城公交站方向 06:40-19:30                                                 | 1.5-6元 |
| 新昌F100路             | 嵊州新昌站⇌千丈幽谷               | 嵊州新昌站方向 07:40、09:30、10:40、13:00、13:50、16:00 千丈幽谷方向 08:00、09:10、11:30、12:30、14:50、15:10 | 1.5-6元 |
| 新昌F101路             | 嵊州新昌站⇌千丈幽谷               | 嵊州新昌站方向 09:30、13:00、16:30 千丈幽谷方向 08:30、12：00、15:30                                          | 2-6元   |
| 新昌公交22路           | 客运中心⇌嵊州新昌站⇌南街碳水王国  | 客运中心方向 06:20-21:40 南街碳水王国方向 06:40-21:55                                                         | 1.5元   |
| 新昌公交高铁站旅游专线 | 嵊州新昌站⇌十九峰景区（飞龙栈道） | 嵊州新昌站方向 7:40、9:30、10:30、13:00、14:00、16:30 十九峰景区方向 8:00、9:00、11:30、12:30、14:50、15:20   | 2元     |
| 新昌公交金山上旅游专线 | 嵊州新昌站⇌下岩贝游客中心         | 嵊州新昌站方向 10:00、14:20 下岩贝游客中心方向 08:30、12:50                                                   | 2元     |

备注：线路加粗的为常规线路，其余为定班车